# 小俣勇造
小俣 勇造（おまた ゆうぞう、1840年10月28日（天保11年10月4日） - 1914年6月13日）は、日本の和算家。

## 来歴
武蔵国多摩郡矢野口（現在の東京都稲城市）に生まれる。幼少期から算術を学び、1877年に東京に出て福田理軒から関流の和算を教授される。郷里の矢野口村に和算塾を開いた。1885年に門弟が算額を大國魂神社に奉納した（現存）。同じ年に算術書『数理図解』を執筆した。
1897年には穴澤天神社境内に「小俣君寿碑」という石碑が門弟により建立されている。